# Pseudoclausia
Pseudoclausia is een geslacht van eenoogkreeftjes uit de familie van de Clausiidae.
De wetenschappelijke naam van het geslacht is voor het eerst geldig gepubliceerd in 1960 door Bocquet & Stock.

## Soorten
- Pseudoclausia giesbrechti Bocquet & Stock, 1960
- Pseudoclausia longiseta Bocquet & Stock, 1963